# منتخب الكاميرون لكرة الطائرة للسيدات
منتخب الكاميرون الوطني لكرة الطائرة للسيدات (بالفرنسية: Équipe du Cameroun féminine de volley-ball)‏ هو ممثل الكاميرون الرسمي في المنافسات الدولية في كرة طائرة في فئة كرة الطائرة للسيدات.